# Heterochelus jucundulus
Heterochelus jucundulus är en skalbaggsart som beskrevs av Louis Albert Péringuey 1908. Heterochelus jucundulus ingår i släktet Heterochelus och familjen Melolonthidae. Inga underarter finns listade i Catalogue of Life.